# Peter Abnett
Peter Abnett est un luthier anglais, basé à Rochester (Kent).
Passionné de luth, il exerce depuis les années 1970. Il est devenu professionnel en 1994. Ses principales productions sont : 
- Le luth baroque
- Le bouzouki irlandais
- Le banjo (4 cordes, 5 cordes)…
- La mandoline

Il est l'inventeur du « bouzouki irlandais » sur les spécifications de Dónal Lunny, lequel a commencé à utiliser un 'Abnett' dès son entrée dans Planxty dans les années 1970.